# Daghestan Airlines
La Daghestan Airlines (in russo: Авиалинии Дагестана) conosciuta anche come la South East Airlines è stata una compagnia aerea russa con base tecnica e hub principale all'aeroporto di Machačkala (ICAO: URML), nella Repubblica del Daghestan, in Russia.

## Storia
- 1927 - costruzione del primo aeroporto nel Daghestan.
- 1931 - arrivo dei primi aerei e inaugurazione dei voli di linea per la capitale russa Mosca.
- 1938 - creazione del Distaccamento dell'Aviazione Civile di Machačkala.
- 1971 - arrivo dei primi Antonov An-24 all'Aeroporto di Machačkala e l'inizio dei voli di linea per le città russe di Volgograd, Mineral'nye Vody, Saratov, Rostov sul Don.
- 1994 - fondazione della Machačkala Air Enterprise sulla base dell'Aeroflot-Machačkala.
- 1996 - inizio dei voli internazionali con l'entrata nella IATA della compagnia aerea attuale Daghestan Airlines.
- 15 agosto 2007 - riapertura dei voli di linea nella rotta Groznyj - Mosca-VKO con gli aerei Tupolev Tu-134 della compagnia aerea russa.[2]
- 17 settembre 2009 - l'Ente dell'Aviazione Civile della Russia ha rinnovato il certificato della compagnia aerea per i voli di linea e charter nazionali ed internazionali per altri due anni come previsto dalla legislazione russa confermando i standard di sicurezza e di regolarità della compagnia aerea di Daghestan.[3]
- 20 gennaio 2010 - la compagnia aerea russa ha annunciato di cambiare il nome sul mercato dal 2010. Il nuovo brand della Daghestan Airlines deciso dalla gestione dalla compagnia aerea è South East Airlines.[4]
- 16 dicembre 2011 - l'Ente dell'Aviazione Civile della Russia ha revocato il certificato della compagnia aerea per i voli di linea e charter nazionali ed internazionali in seguito all'entrata in vigore delle nuove regole per la composizione della flotta delle compagnie aeree russe in vigore dal 1º gennaio 2012 che prevede il blocco totale dei voli di linea di alcuni tipi degli aerei attualmente nella flotta della Daghestan Airlines.[5]
- 19 dicembre 2011 - la compagnia aerea ha terminato definitivamente tutte le operazioni di trasporto aereo.[6]

## Flotta storica
Corto raggio
- Antonov An-24RV
- Tupolev Tu-134A-3/B-3

Medio raggio
- Tupolev Tu-154B-2/M

Elicotteri
- Mil Mi-8T/MTV-1

La compagnia aerea pianificava l'ampliamento della flotta con gli aerei Antonov An-148-100B e Tupolev Tu-204-100B

## Incidenti
Il 6 agosto 2008 - un Tupolev Tu-154 della Daghestan Airlines con 144 passeggeri a bordo ha effettuato un atterraggio d'emergenza all'aeroporto di Ufa. Alle 07:35 (ora locale) l'aereo che operava un volo charter internazionale per Antalia (Turchia) ha dovuto rientrare nell'aeroporto di partenze in seguito all'incendio di uno dei tre propulsori. Nessuno ha riportato danni in seguito all'incidente.

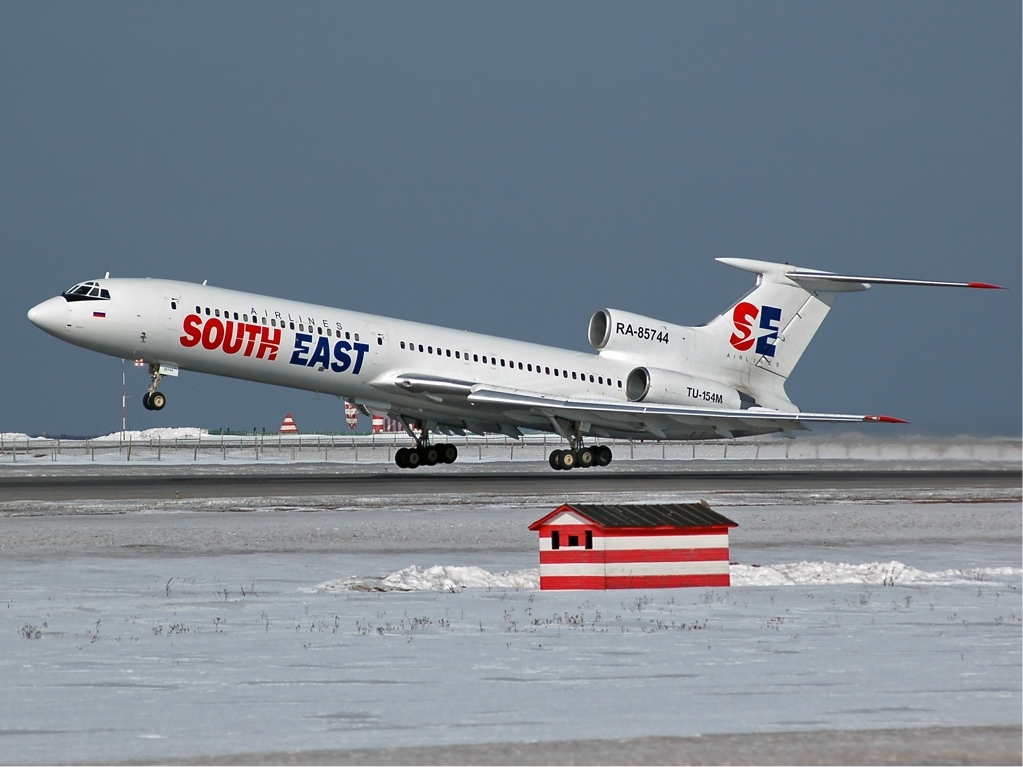
Tupolev Tu-154M (RA-85744) coinvolto nell'incidente del 4 dicembre 2010.

Il 4 dicembre 2010 - un Tupolev Tu-154M (RA-85744) della Daghestan Airlines fabbricato nel 1992 con 163 passeggeri e 9 membri d'equipaggio a bordo ha effettuato un atterraggio d'emergenza all'aeroporto di Mosca-Domodedovo alle 14:36 (ora locale) in seguito allo spegnimento nel volo di tutti i propulsori. L'aereo che effettuava il volo di linea 2372 dall'aeroporto di Mosca-Vnukovo per l'aeroporto di Machačkala ha effettuato il decollo alle 14:07 (ora locale). Trovandosi a 80 km dall'aeroporto Domodedovo l'equipaggio ha comunicato alla torre di controllo lo spegnimento del primo propulsore nel volo. L'aereo ha effettuato con successo l'atterraggio d'emergenza con i propulsori spenti è fuoriuscito dalla pista fermandosi sulla neve. Il Tupolev si è spezzato in tre parti in seguito all'incidente. Due passeggeri a bordo sono morti e più di 50 passeggeri sono rimasti gravemente feriti. Tra i possibili versioni dell'incidente sono stati nominati il congelamento del cherosene e lo spegnimento dei sistemi di bordo provocato dal blocco di corrente elettrica nel volo.